# Pinky (filme)
Pinky (bra: O Que a Carne Herda) é um controverso filme estadunidense de 1949 que aborda questões raciais. Foi lançado pela Twentieth Century Fox e dirigido por Elia Kazan e John Ford (o último não aparece nos créditos).
O roteiro de Philip Dunne e Dudley Nichols é uma adaptação do livro Quality, de Cid Ricketts Sumner.

## Prêmios
Pinky foi indicado para três prêmios Oscar nas categorias de melhor atriz principal (Jeanne Crain) e melhor atriz coadjuvante (Ethel Barrymore e Ethel Waters). Waters se tornou a segunda pessoa negra a ser indicada para algum prêmio Oscar, a primeira sendo a vencedora Hattie McDaniel.
Além dos prêmios Oscar, Pinky também foi indicado para o prêmio do Writes Guild of America (Sindicato dos Escritores dos EUA) na categoria de roteiro que melhor retrata os problemas da sociedade estadunidense.